# VistaVision

Logo, 1954

VistaVision war ein 1954 eingeführtes Filmproduktionsformat, um 35-mm-Breitwandfilme herstellen zu können.

## Geschichte
Anfang bis Mitte der 1950er Jahre wurde im amerikanischen Kino viel mit neuer Technik experimentiert, um dem Zuschauerschwund durch das neue Medium Fernsehen entgegenzuwirken. Dabei wurde nicht nur, wie bei VistaVision, an Breitwandverfahren gearbeitet, sondern auch mit ersten 3D-Verfahren experimentiert. Neue Technik war jedoch für viele Kinobetreiber ein Problem, da diese normalerweise nicht zu unterschätzende Investitionskosten erforderlich machten. Paramounts VistaVision-Verfahren war, im Gegensatz zu einigen anderen, lizenzfrei. Da es trotz Verwendung von 35 mm durch die horizontale Projektion und den doppelten Aufwand an Filmmaterial kostenintensiv war, wurde es kaum von anderen Studios benutzt.
Das Verfahren wurde von Paramount bis ungefähr 1963 in vielen Filmen angewendet, unter anderem in allen Hitchcock-Filmen dieser Zeit, wie Vertigo (1958). Zu erkennen sind in VistaVision gedrehte Filme meist an einem groß im Vorspann eingeblendeten VistaVision-Logo beziehungsweise dem entsprechenden Schriftzug.
Weitere VistaVision-Filme der Paramount (Auswahl):
- Weiße Weihnachten (White Christmas, 1954), mit Danny Kaye und Bing Crosby
- Die zehn Gebote (The Ten Commandments, 1956)
- Krieg und Frieden (War and Peace, 1956) von King Vidor
- Der Hofnarr (The Court Jester, 1956) mit Danny Kaye
- Hausboot (Houseboat, 1958) mit Cary Grant

VistaVision-Filme anderer Studios (Auswahl):
- Der Schwarze Falke (The Searchers, Warner Bros. 1956)
- Die oberen Zehntausend (High Society, MGM 1956)
- Stolz und Leidenschaft (The Pride and the Passion, United Artists 1957)
- Der unsichtbare Dritte (North by Northwest, MGM 1959)
- Der Brutalist (The Brutalist, Focus Features / A24 (Unternehmen) 2024)

Seit seinem letzten Einsatz im Marlon-Brando-Film Der Besessene (One Eyed Jacks, 1961) ist das Verfahren praktisch vom US-Markt verschwunden, da zwischenzeitlich besseres Filmmaterial mit feinerer Körnung erhältlich war und somit das Aufnehmen mit der doppelten Filmmenge aufwendiger war (bei Vistavision wurde immer die Fläche zweier klassischer Frames für ein Bild verwendet). Jedoch wurden die umgebauten VistaVision-Kameras international verkauft, was von den 1960ern bis in die 1980er-Jahre zu einer Anzahl von Filmen von Italien bis Japan führte.
Wegen der Qualität der (im Gegensatz zu Cinemascope) unkomprimierten Bildfläche benutzte 1975 die Spezialeffekt-Firma ILM für den Science-Fiction-Film Star Wars eine vom Kameramann John Dykstra umgebaute VistaVision-Kamera, die er dann Dykstraflex nannte und für die er 1978 einen Oscar bekam. Für die folgenden 20 Jahre wurde die Technik noch des Öfteren für Spezialeffekte eingesetzt. Obwohl heutzutage die Verwendung von Computern das Spezialeffektegenre dominiert, wurde selbst für den 2008 gedrehten Film Indiana Jones und das Königreich des Kristallschädels noch für einige Effekte das VistaVision Verfahren benutzt. Das Filmdrama Der Brutalist wurde 2024 fast vollständig in VistaVision gedreht. Für die analoge Projektion in bestmöglicher Qualität wurden Kopien auf 70-mm-Film gezogen.

## Funktionsweise

VistaVison-Spezifikationen – graue Fläche: das tatsächlich genutzte Filmbild

Bei diesem Verfahren wird 35-mm-Film benutzt, der jedoch nicht wie üblich vertikal, sondern horizontal durch die Filmkamera läuft. Dabei wird am Negativ ein Einzelbild über eine Länge von 8 anstatt 4 Perforationslöcher belichtet, was ein Seitenverhältnis von etwa 1,5:1 ergibt. Gegenüber normalem 35-mm-Kinofilm ist die Bildfläche am Negativ mehr als doppelt so groß, was einen deutlichen Qualitätsgewinn auch für die Filmkopien bedeutet. Paramount setzte das Verfahren erstmals 1954 bei dem Bing-Crosby-Film Weiße Weihnachten ein.
Zur Wiedergabe in den Kinos wird der Film für die Kopien optisch auf vertikal laufenden 35-mm-Normalfilm verkleinert, so dass die Kopie mit gewöhnlichen Kinoprojektoren wiedergegeben werden kann; das Einzelbild auf der Kopie wird dabei nicht in voller Höhe abgenommen, sondern oben und unten maskiert. Spezielle teure Ausrüstung für die Wiedergabe wird nicht benötigt, was diese Technik von vielen anderen Breitbildverfahren der 1950er-Jahre unterscheidet, die sich dadurch auch nur wenig verbreiteten. Lediglich zur Aufnahme werden spezielle, oftmals umgebaute, Kameras benutzt. Die Filme können durch passende Einstellung des Projektors sowohl im Seitenverhältnis 1,66:1 (die Mindestbreite ergibt sich mit der Maskierung) als auch in 1,85:1 und 2:1 gezeigt werden.
In VistaVision gedrehte Filme enthalten nur eine einzige Tonspur, um kompatibel zu den bestehenden Kinos zu sein, was viele andere zu dieser Zeit entwickelten Breitwand-Techniken nicht waren. Der Ton ist in Mono, konnte jedoch mit der Perspecta-Technik ausgestattet werden, die eine Stereo- bzw. 3-Kanal-Wiedergabe simulierte, die kompatibel zu Kinos ohne eine geeignete Wiedergabemöglichkeit ist. Dies half, diese Technik ohne große Kosten in die Kinos zu bringen.